# Retyezát-csúcs
A Retyezát-csúcs (románul Vârful Retezat) a Retyezát-hegység névadó hegye, ennek ellenére 2482 méteres magasságával csak a hegység harmadik legmagasabb csúcsa a Peleaga (2508,8 m) és a Papusa (2508 m) után.
A hegy keletről nézve szabályos kúp alakú, viszont teteje csonka. Innen származhat a neve is, ami románul lemetszettet, levágottat jelent. 

## Turistautak

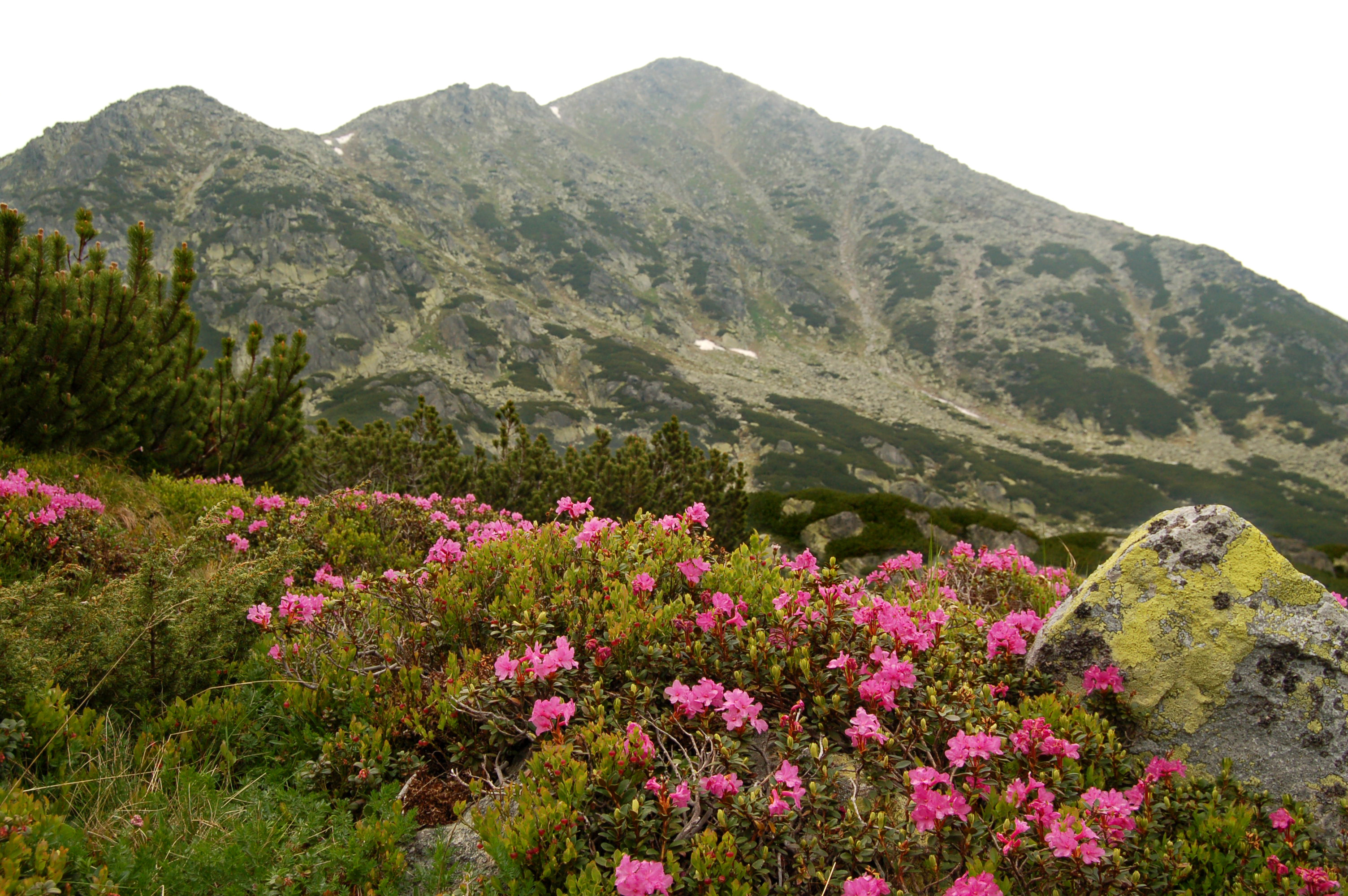
A Retyezát-csúcs virágzó rododendronokkal

- Észak felől a sárga jelzésen haladva a Lolája-gerincen keresztül közelíthető meg, a Pietrele menedékháztól 4-5 óra alatt. Ezen az útvonalon sokszor vezet az út nehezen járható, nagyméretű sziklákon, viszont egyenletes emelkedésű. Télen az útvonal nem járható.
- Dél felől a Retyezát-nyeregből a sárga vonal, vagy kék háromszög jelzésen haladva lehet a csúcsot megmászni. Ez a nyeregtől egy félórás meredek emelkedő.
- Nyugati irányból a Iker (Gemenele) Tudományos Rezervátum határán vezető kék háromszög jelzés vezet fel a csúcsra. Ez az útvonal a Zlata és Complex Alpin Râusor menedékházaktól érhető el.

## Külső hivatkozások
- Retyezát.lap.hu – Linkgyűjtemény